# Klimat Angoli
Klimat Angoli – Angola znajduje się w trzech strefach klimatycznych od północy kolejno: podrównikowy wilgotny, podrównikowy suchy i zwrotnikowy wybitnie suchy. Na klimat duży wpływ ma zimny Prąd Benguelski, który w znaczącym stopniu zmienia klimat wybrzeża.

## Położenie Angoli

Położenie Angoli

Angola leży w południowej Afryce na wschodnim wybrzeżu Oceanu Atlantyckiego. Rozciągłość południkowa wynosi 1300 km, natomiast równoleżnikowa 1100 km.

## Temperatury
Mimo że Angola leży na półkuli południowej to nie występuje typowe zjawisko odwrócenia pór roku. Najcieplejszym miesiącem w zależności od miejsca jest marzec, kwiecień, październik a nawet lipiec i sierpień. Na południu kraju lipiec z reguły bywa najchłodniejszym miesiącem. Różnice w temperaturach są jednak stosunkowo niewielkie. Najwyższa średnia miesięczna temperatura wynosi od 29 do 35 °C. Natomiast najniższa od 20 do 23 °C. Absolutne maksima w najcieplejszych miesiącach wynoszą od 32,2 do 44 °C, natomiast najchłodniejszych miesięcy do 28,9 do 35 °C.
Temperatura minimalna (w najchłodniejszym momencie nocy) wynosi od 3 do 10–14 °C. Jednakże na Chitembo na wysokości 1500 m n.p.m. notowane są temperatury ujemne nawet do −8 °C.
Przyczyną obniżenia temperatury szczególnie latem jest wpływ Prądu Benguelskiego.

## Opady i wilgotność
Suma opadów w Angoli zwiększa się wraz z oddalaniem się od wybrzeża oraz południa kraju. Najniższa roczna suma opadów na południowej części wybrzeża spada poniżej 25 mm, natomiast na północnym wschodzie przy granicy z Demokratyczną Republiką Konga dochodzi od 1300 mm. W Angoli wyróżniane są dwie pory roku: sucha (zimowa) i deszczowa (letnia). Długość pory suchej wynosi od 4 miesięcy do pół roku.

## Wiatr i ciśnienie
W zachodniej Angoli dominują przez cały rok wiatry zachodnie (znad oceanu). We wschodniej części kraju dominują wiatry wschodnie. Położenie frontu w środkowej części kraju jest zależne od pory roku. W styczniu i październiku znajduje się w centrum, natomiast w kwietniu – niedaleko wybrzeża. W lipcu Wyż Południowoafrykański powoduje odchylenie wiatrów na północ. Przesuwa to również linię frontu z orientacji N-S na NE-SW.

## Czynniki wpływające na kształtowanie się klimatu

### Ocean i prądy morskie
Duży wpływ na klimat Angoli, szczególnie na wybrzeżu, ma Prąd Benguelski. Prąd ten z jednej strony łagodzi klimat szczególnie latem. Z drugiej zmniejsza opady. Powoduje to przesunięcie na północ północnej granicy strefy klimatu podzwrotnikowego suchego.

### Bariery orograficzne
Bariery orograficzne mają jedynie znacznie lokalne i nie wpływają w znaczącym stopniu na klimat Angoli.